# Qantas Freight
Qantas Freight è una società sussidiaria della più grande compagnia aerea australiana Qantas, responsabile delle operazioni di trasporto aereo di merci del gruppo Qantas.

## Storia
Qantas Freight è proprietaria della compagnia aerea cargo Express Freighters Australia, dell'operatore di logistica Qantas Courier e della compagnia di autotrasporti Jets Transport Express. Qantas Freight è stata anche partner di due joint venture con Australia Post: Australian airExpress, specializzata nella consegna di pacchi porta a porta, e StarTrack, una società di trasporto merci su strada. Nel novembre 2012, Qantas Freight ha acquisito completamente Australia Air Express e ha ceduto la sua partecipazione in Star Track a Australia Post. Qantas Freight era anche proprietaria di DPEXWorldwide fino a quando tale società non è stata acquisita dal concorrente Toll Holdings nel 2010.

## Flotta

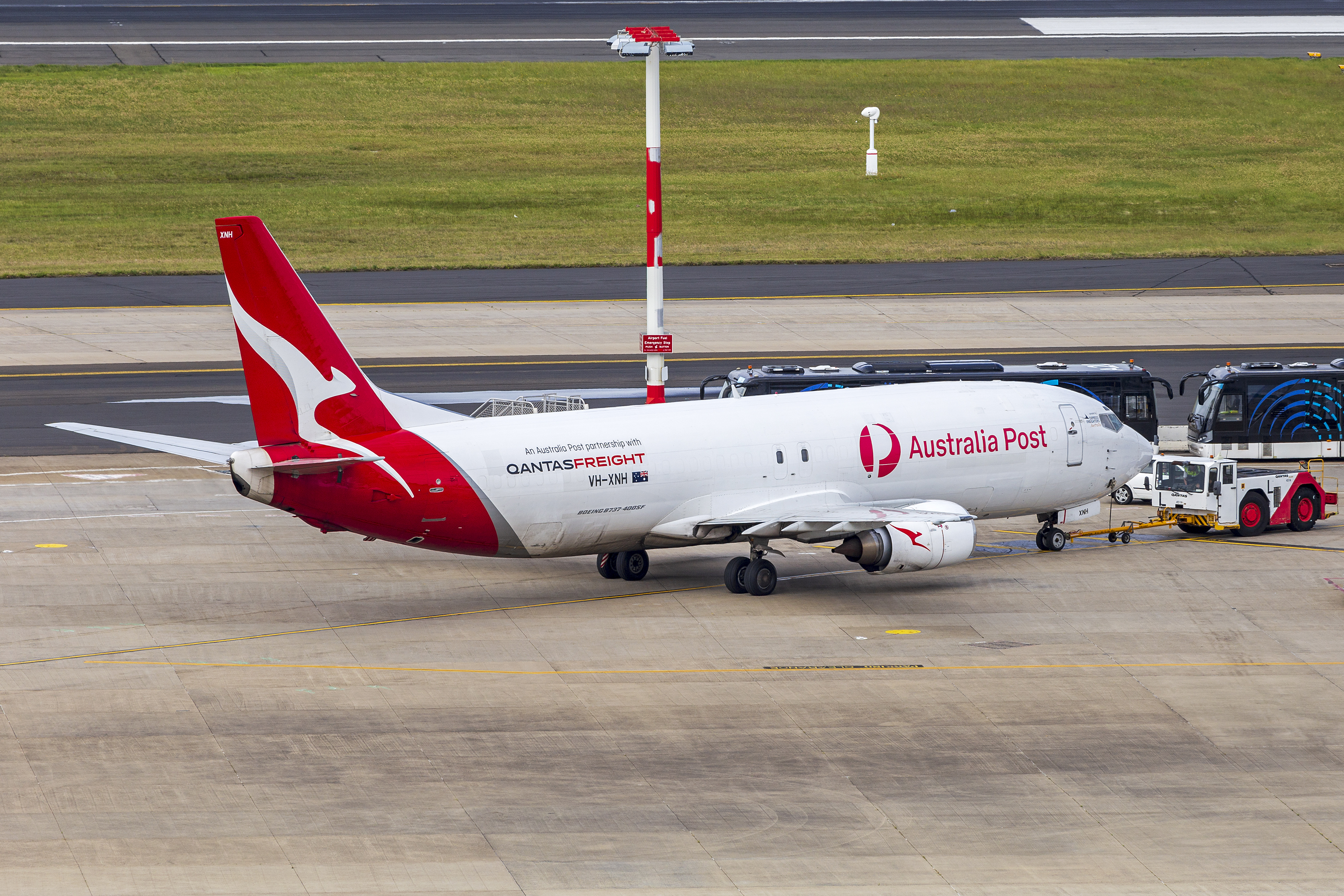
Un Boeing 737-400 (SF).

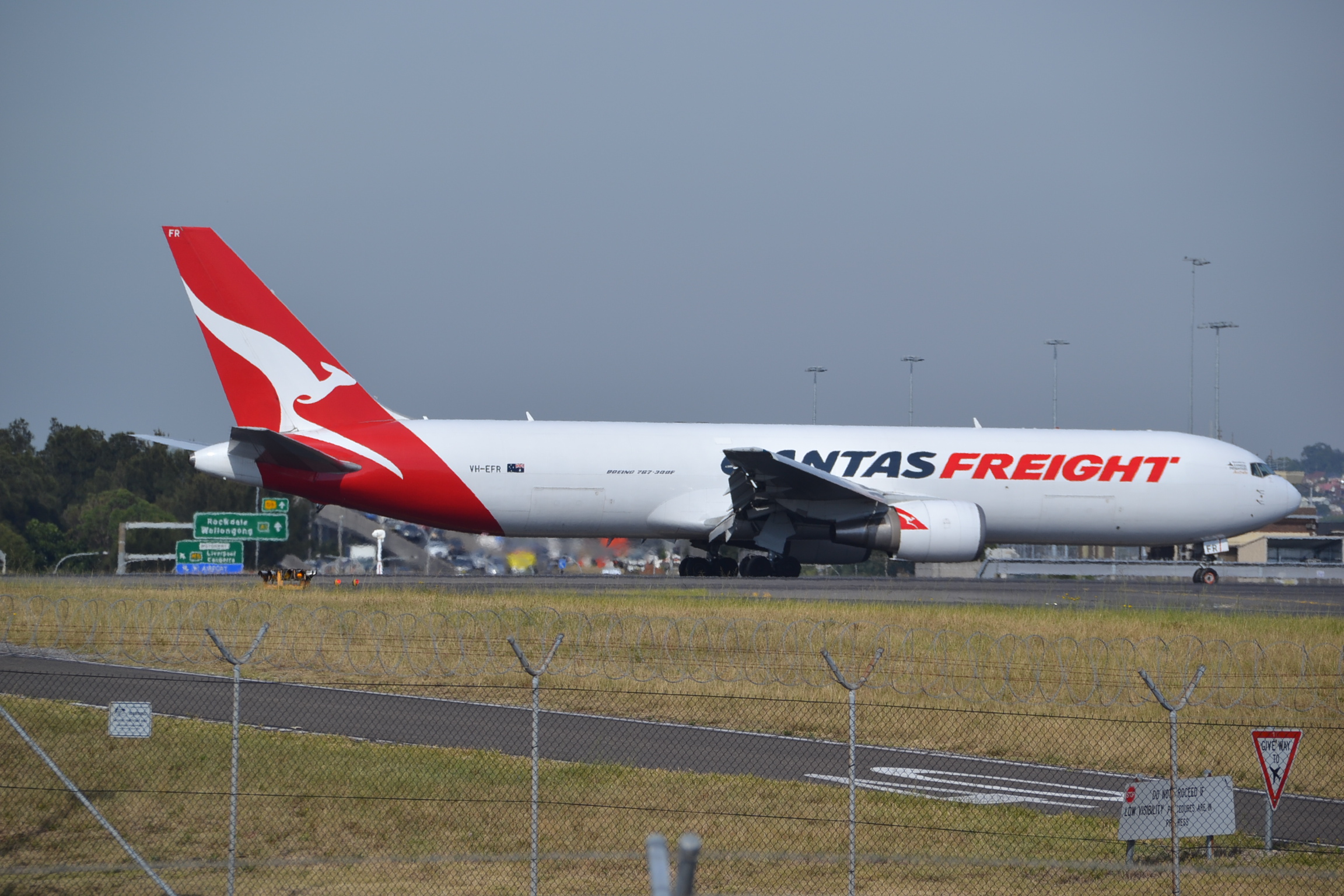
Un Boeing 767-300F.

### Flotta attuale
A settembre 2024 la flotta di Qantas Freight è così composta:

### Flotta storica
Nel corso degli anni, Qantas Freight ha operato con i seguenti aeromobili: